# Piper pseudobarbatum
Piper pseudobarbatum är en pepparväxtart som beskrevs av C. Dc.. Piper pseudobarbatum ingår i släktet Piper och familjen pepparväxter. Inga underarter finns listade i Catalogue of Life.